# Christof Marselis
Christof Marselis (ur. ok. 1670 w Warszawie, zm. 1731) – architekt urodzony w Polsce.

## Życiorys
Dorastał w Warszawie, wcześnie osierocony wychowywał się na dworze Jana III Sobieskiego. Dzięki wsparciu finansowemu polskiego króla wyjechał, aby studiować architekturę w Holandii, Danii i Niemczech.
W 1702 przybył do Danii, gdzie otrzymał tytuł architekta królewskiego na dworze Friedricha Wilhelma von Platena. Zaprojektował obiekty znajdujące się w Kopenhadze, m.in. Kościół Garnizonowy (1703-1706), Staldmestergården (dom dla królewskich stajennych) (1703-1705) i Pałac Frederiksberg. W 1716 wyjechał z Kopenhagi i przez Niemcy i Polskę dostał się do Rosji, gdzie projektował założenia pałacowe w Sankt Petersburgu i Moskwie.
Około 1725 stworzył nigdy niezrealizowany projekt nowej katedry w Sankt Petersburgu.